# Canarium chinare
Canarium chinare är en tvåhjärtbladig växtart som beskrevs av Grutterink & H. J. Lam. Canarium chinare ingår i släktet Canarium och familjen Burseraceae. Inga underarter finns listade i Catalogue of Life.